# Tony in der Krise
Tony in der Krise (Originaltitel: The Sopranos oder auch Pilot) ist die Pilotfolge der HBO-Serie Die Sopranos, die am 10. Januar 1999 erstmals ausgestrahlt wurde. Geschrieben und inszeniert wurde die Episode vom ausführenden Produzenten David Chase.

## Handlung
Anthony „Tony“ Soprano aus North Caldwell, New Jersey, hat zwei Familien: Da ist zum einen seine echte Familie um Ehefrau Carmela, Tochter Meadow und Sohn Anthony Jr. (A.J.). Doch daneben hat Tony noch eine zweite Familie – die Mafia, denn er ist ein hochrangiges Mitglied der DiMeo-Familie, die das kriminelle Geschehen New Jerseys bestimmt. Als er aufgrund einer Panikattacke während eines Barbecue in seinem Garten zusammenbricht, können die Ärzte kein physisches Problem feststellen und überweisen den Patienten an die Psychiaterin Dr. Jennifer Melfi. Diese versucht in ihrem ersten Treffen herauszufinden, was zu dieser Attacke geführt haben könnte.
Da Tony, der sich ihr als Berater im Müllentsorgungs-Gewerbe vorstellt, nichts von Psychologie hält, reagiert er zunächst ablehnend und unkooperativ. Trotzdem schildert er Dr. Melfi detailliert seinen Tagesablauf bis zur Panikattacke: Er beklagt sich über den Stress seines Berufslebens und schildert ein Gefühl, er sei irgendwie am Ende von etwas angelangt. Enten, die in seinem Swimmingpool nisteten, flogen davon und er hat das Gefühl seine Tochter Meadow verstünde sich nicht mit ihrer Mutter, Tonys Ehefrau Carmela. Die Einarbeitung seines Neffen Christopher in das Familienbusiness sei auch alles andere als leicht. Noch dazu macht ihm seine Mutter, eine pessimistische und zynische alte Frau, zu schaffen, die in ihrem Alltag alleine nicht mehr zurechtkommt. Am Ende ihrer ersten Sitzung stellen Ärztin und Patient fest, dass Tony sich depressiv fühlt, doch als Dr. Melfi auf die Enten zu sprechen kommen möchte, verlässt Tony fluchtartig die Praxis. Als Tony mit seiner Mutter den Altersruhesitz Green Grove besucht, wo er Livia unterbringen möchte, bricht diese in höhnisches Lachen aus und er erleidet eine zweite Panikattacke. Er kehrt zu Dr. Melfi zurück, die ihm das Anti-Depressivum Prozac verschreibt. In ihrer nächsten Sitzung wehrt sich Tony standhaft seine psychische Schwäche einzugestehen und glaubt die Medikamente würden seine Stimmung heben. Er schildert ihr einen Traum: Enten flogen mit seinem Penis davon. Dr. Melfi erkennt in diesem Traum Tonys Projektion der Liebe zu seiner Familie auf die Enten in seinem Pool. Das Verschwinden der Enten habe die Panik ausgelöst, aus Angst irgendwie die Liebe seiner Familie zu verlieren. Zu beider Überraschung beginnt Tony zu weinen.
Im Verlauf der Episode erfährt der Zuschauer mehr über Tonys Leben, als er Dr. Melfi erzählt. Neben der Gewalt, in seinem Berufsleben allgegenwärtig, verschweigt er ihr zunächst, dass er ein untreuer Ehemann ist. Bei einem gemeinsamen Abendessen gesteht Tony Carmela, dass er zu einem Psychiater gehe und nun Prozac nehme. Sie muss ihm jedoch versprechen, alles für sich zu behalten.
Auch im Business gibt es Probleme: Konkurrierende Müllentsorger schädigen das Müllunternehmen Barone Sanitation, für das Tony offiziell arbeitet. Sein Neffe und Untergebener Christopher wird beauftragt das Problem "aus der Welt zu schaffen." Dieser lockt den Juniorchef der Konkurrenz, den Tschechen Emil Kolar, in einen Hinterhalt und erschießt ihn im Hinterzimmer von Tonys Metzgerei Satriales. Gemeinsam mit Salvatore "Big Pussy" Bonpensiero entsorgt er anschließend den Leichnam spurenfrei. Nach dem plötzlichen Verschwinden Emils geben die Kolars die Konkurrenz zu Barone auf. Daneben gibt es berufliche Spannungen zu seinem Onkel Junior (Corrado Soprano Jr.), der seinem Neffen die Vormachtstellung in der Organisation neidet. Junior möchte den Überläufer "Little Pussy" Malanga ermorden lassen. Dies soll im Vesuvio, dem Restaurant von Tonys altem Jugendfreund Artie Bucco, über die Bühne gehen. Um die unweigerliche Geschäftsschädigung zu verhindern, möchte Tony seinen Onkel überreden, die Sache an einem anderen Ort durchzuführen. Dieser bleibt jedoch hart und gibt nicht nach. Letztendlich sieht Tony sich gezwungen im Restaurant seines Freundes eine Bombe detonieren zu lassen, um Artie so durch die Ermordung Malangas nicht zu schädigen. Arties Restaurant ist zwar vollkommen zerstört, aber er hat Juniors Pläne durchkreuzt und den Ruf des Vesuvio gerettet.
Auf der Geburtstagsparty seines Sohnes bedauert Tony seinen alten Freund und bietet ihm Hilfe an. Junior beklagt Livia gegenüber das ständige Einmischen Tonys in seine Angelegenheiten und schreckt sogar offen vor dessen Ermordung nicht zurück, während Livia dazu schweigt.

## Verstorbene
- Emil Kolar: Tschechischer Müllentsorgungsmanager von Chris Moltisanti aus nächster Nähe aus geschäftlichen Gründen ermordet.

## Besetzung

### Hauptfiguren
- James Gandolfini als Tony Soprano
- Lorraine Bracco als Dr. Jennifer Melfi
- Edie Falco als Carmela Soprano
- Michael Imperioli als Christopher Moltisanti
- Dominic Chianese als Junior Soprano
- Vincent Pastore als Pussy Bonpensiero
- Steven Van Zandt als Silvio Dante
- Tony Sirico als Paulie Gualtieri
- Robert Iler als Anthony Soprano, Jr.
- Jamie-Lynn Sigler als Meadow Soprano
- Nancy Marchand als Livia Soprano

### Nebenfiguren
- Jerry Adler als Hesh Rabkin
- Alton Clinton als MRI Technician
- Phil Coccioletti als Nils Borglund
- Michele DeCesare als Hunter Scangarelo
- Drea de Matteo als Adriana La Cerva
- Elaine del Valle als Sandrine
- Giuseppe Delipiano als Giuseppe
- Siberia Federico als Irina Peltsin
- Michael Gaston als Alex Mahaffey
- Joe Lisi als Dick Barone
- Kathrine Narducci als Charmaine Bucco
- Joe Pucillo als Giuseppe "Beppy" Scerbo
- Michael Santoro als Pater Phil Intintola
- Bruce Smolanoff als Emil Kolar
- John Ventimiglia as Artie Bucco

## Auszeichnungen und Nominierungen
David Chase gewann für diese Episode eine Directors Guild of America Award in der Kategorie Outstanding Directorial Achievement in Dramatic Series und Joanna Cappuccilli gewann einen Emmy in der Kategorie Outstanding Single Camera Picture Editing in a Series. Ebenso wurde die Episode in den beiden Emmy-Kategorien Outstanding Writing in a Drama Series und Outstanding Directing in a Drama Series nominiert.